# Виводове
Виво́дове — село в Україні, у Нікопольському районі Дніпропетровської області. Входить до складу Мирівської сільської громади. Населення — 584 мешканці.

## Географія
Село Виводове розташоване за 1,5 км від села Жмерине, за 2,5 км від сіл Новопавлівка та Стрюківка. По селу протікає пересихаючий струмок з загатою. Поруч проходить автомобільна дорога Т 0420.

## Історія
Село Виводове засноване в 20-х роках 20-го століття. За легендою, коли перші поселенці прийшли на територію сучасного села, там проживав виводок вовків. Це і стало основою назви села.
На території Виводова за часів УРСР була розміщена центральна садиба колгоспу «Жовтень», за яким закріплено 7873 га сільськогосподарських угідь, у т. ч. 6905 га орних земель. Господарство спеціалізувалося на вирощуванні зернових культур і виробництві продуктів тваринництва; розвинуто птахівництво.
До 2017 року орган місцевого самоврядування — Виводівська сільська рада.

## Населення

### Мова
Розподіл населення за рідною мовою за даними перепису 2001 року:
| Мова            | Кількість | Відсоток |
| --------------- | --------- | -------- |
| українська      | 525       | 89.90%   |
| російська       | 57        | 9.76%    |
| інші/не вказали | 2         | 0.34%    |
| Усього          | 584       | 100%     |

## Археологія
На північній околиці села досліджено залишки скіфського поселення (IV-III ст. до Р.Х.).

## Сьогодення
У селі - одинадцятирічна школа, де 19 вчителів навчають 89 учнів, будинок культури з залом на 400 місць, бібліотека з фондом 8525 книг, медпункт, дитячі ясла-садок на 40 місць, пошта, ощадна каса, чотири магазини.